# 인생에서 가장 빛나는 시간
《인생에서 가장 빛나는 시간》은 2012년 3월 11일부터 2012년 3월 18일까지 방영된 KBS 드라마 스페셜 연작 시리즈 시즌2의 다섯 번째 작품이다.

## 등장 인물

### 주요 인물
- 여민주 : 윤서연 역 - 2학년 1반 반장
- 김희정 : 윤서정 역 - 서연의 동생, 고1
- 김도연 : 신효 역 - 서연과 서정의 어머니
- 김슬옹 : 장기련 역 - 서연의 친구, 음악밴드 드러머

### 주변 인물
- 차광수 : 윤철영 역 - 서연과 서정의 아버지, 산부인과 의사
- 최나무 : 은혜 역 - 서연과 단짝친구
- 유태웅 : 주치의 역 (특별출연)
- 윤아정 : 서정의 담임선생님 역 (특별출연)

### 그 외 인물
- 하민지 : 서연의 친구 역
- 김정우 : 이동근 역 - 기련의 음악밴드 멤버